# Abraham Wildey Robarts
Abraham Wildey Robarts (* 1. August 1779; † 2. April 1858) war ein britischer Politiker und Bankier.

## Leben
Abraham Wildey Robarts war der älteste Sohn von Abraham Robarts und dessen Frau Sabine (geborene Tierney). Er wuchs mit drei Brüdern, unter anderem George James Robarts und William Tierney Robarts, und fünf Schwester auf. Der Politiker George Tierney war sein Onkel.
Abraham Wildey Robarts besuchte bis 1794 eine Schule in Chiswick. Danach wurde er für die East India Company in China tätig. 1801 kehrte er nach London zurück, wo er in dem Bankhaus an dem sein Vater beteiligt war arbeitete. Als dieser 1816 starb, erbte er dessen Anteile. Bei den Unterhauswahlen am 17. Juni 1818 wurde er im Wahlkreis Maidstone in das House of Commons gewählt. Diesem gehörte er bis 1837 an. Nach seinem Ausscheiden aus dem Unterhaus widmete er sich wieder verstärkt seiner Tätigkeit als Bankier.
Am 20. Januar 1808 heiratete er Charlotte Anne Wilkinson. Aus der Ehe gingen mehrere Kinder hervor.